# オ・ナラ
オ・ナラ（오나라、1974年10月26日 - ）は、大韓民国の俳優。劇団四季に所属していたため、日本語が堪能である。「ナラ（나라）」は「国」を意味する韓国の固有語であり、出生時に父が思わず叫んだ「우리나라 만세（我が国万歳）」という歓声に由来する。
2018年 - 2019年放送のドラマ「SKYキャッスル」で役名チン・ジニ（진진희）を演じたとき、劇中では「チンチン（찐찐）」という愛称で呼ばれた。

## 概要
ソウル特別市出身。慶熙大学校舞踊科、檀国大学校文化芸術大学院ミュージカル科卒業。ポパイエンターテインメント所属。

## 経歴
- 1996年 - 1999年 ソウル芸術団（朝鮮語版）[2]
- 2001年 - 2004年 劇団四季[3]
- 白石芸術大学（朝鮮語版）音楽芸術学部ミュージカル科教授[4]

## 出演

### テレビドラマ
- マイスウィートソウル（2008年、SBS） - チャン先輩役
- 母さんもきれいだ（2010年、KBS） - オ・ジョンヒ役
- 逆転の女王（2010年-2011年、MBC） - ポン・ヘグム役
- ミス・アジュンマ（2011年、SBS） - キム・ヒョンスク役
- 神々の晩餐（2012年、MBC） - オ・スジン役
- 野王〜愛と欲望の果て〜（2013年、SBS） - ヨム課長役
- 愛してもいいんじゃない（2013年-2014年、MBC） - キム・ジヨン役
- ジキルとハイドに恋した私（2015年、SBS） - チャン・ジンジュ役
- ヨンパリ（2015年、SBS） - チョン看護師役
- リメンバー～記憶の彼方へ～（2015年-2016年、SBS） - チェ・ジンギョン役
- 帰ってきて ダーリン!（2016年、SBS） - ワン秘書役
- オクニョ 運命の女（2016年、MBC） - ファン・ギョハ役
- シカゴ・タイプライター〜時を超えてきみを想う〜（2017年、tvN）
- 品位のある彼女（2017年、JTBC） - アン・ジェヒ役
- マン・ツー・マン〜君だけのボディーガード〜（2017年、JTBC） - シャロン・キム役
- 超人ファミリー（2017年、SBS） - ユンジョン役
- おひとりさまジヨンさん（2017年、KBS） - チョン・スギョン役
- 法廷プリンス-イ判サ判-（2017年-2018年、SBS） - ユン判事役
- マイ・ディア・ミスター〜私のおじさん〜（2018年、tvN） - チョン・ジョンヒ役
- SKYキャッスル〜上流階級の妻たち〜（2018年-2019年、JTBC） - チン・ジニ役
- ウラチャチャ!?（2019年、JTBC）
- 99億の女（2019年-2020年、KBS） - ユン・ヒジュ役
- ミリオネア邸宅殺人事件（2020年、MBC） - キム・ジヘ役
- ラケット少年団（2021年、SBS）
- 還魂（2022年、tvN） - キム・ドジュ役
- エージェントなお仕事（2022年、tvN） - 本人役
- 還魂2（2022年-2023年、tvN） - キム・ドジュ役